# Szymon Wroniecki
Szymon Wroniecki (ur. 1754, zm. 9 maja 1833) – polski przemysłowiec i urzędnik we władzach miasta Poznań. Prezydent Poznania (1813-1815)
W 1780 ożenił się z Teresą (córką sekretarza królewskiego Wojciecha Piotrowicza), która wcześniej rozwiodła się z Wacławem Natalim także późniejszym prezydentem Poznania. Mieli syna Antoniego (1790-1838), powstańca listopadowego i generała.
Pochowany na Cmentarzu Zasłużonych Wielkopolan. Na pomniku napisano (pisownia oryginalna):

Tu spoczywaią Zwłoki ś.p. Szymona Wronieckego Prezydenta Municypalnego Miasta Poznania Żyiąc lat 79 zaskarbił sobie Miłość i Szacunek u Współobywateli. Zasnął na wieki w Bogu d. 9 Maja 1833.